# Knappen- und Hüttenarbeiterkapelle Maria Schnee

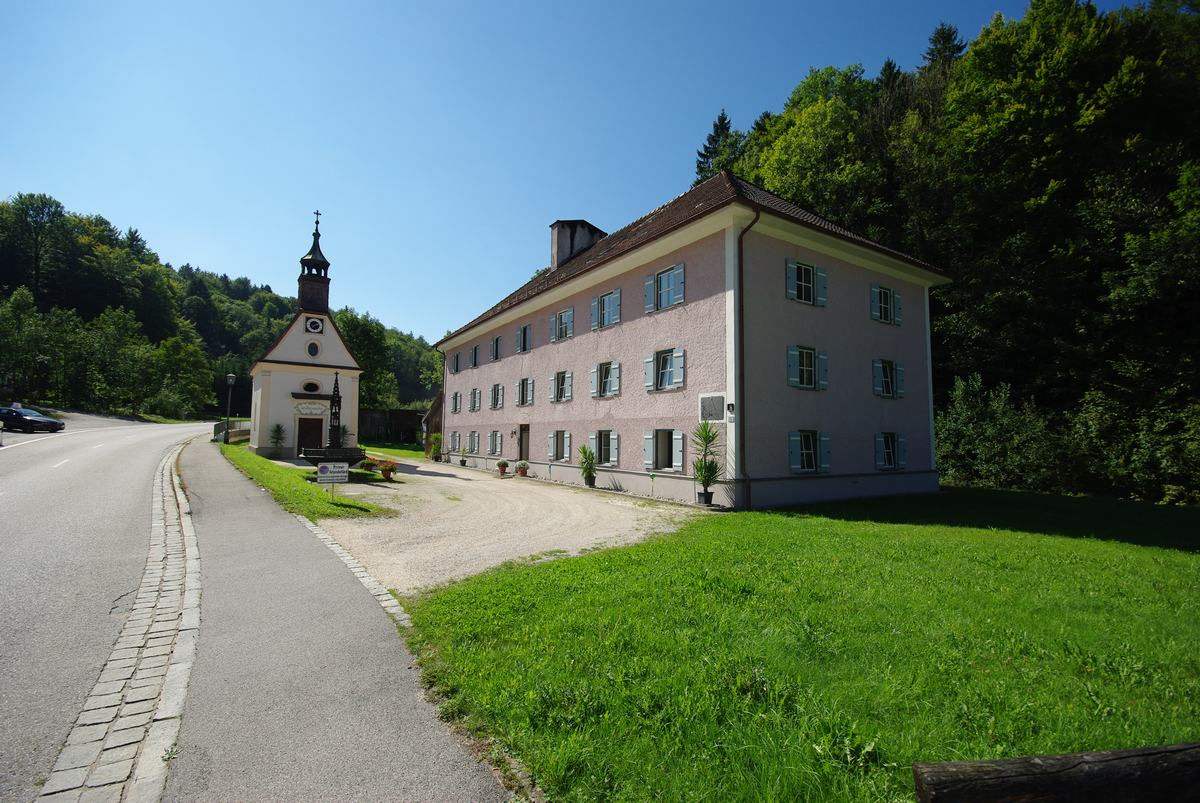
Kapelle Maria Schnee, 2012

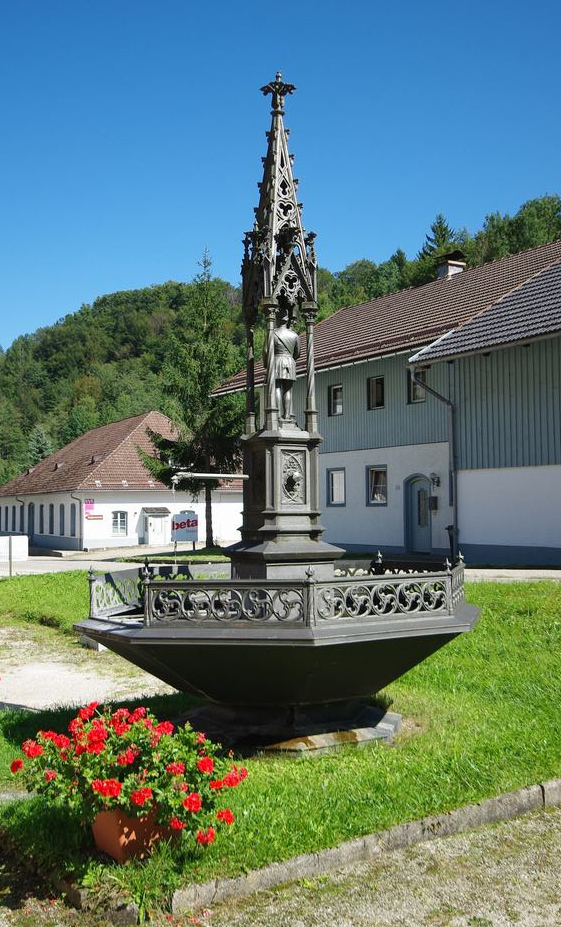
Brunnen

Die Knappen- und Hüttenarbeiterkapelle Maria Schnee befindet sich in Achthal, Teisendorf, Berchtesgadener Land. Vor der Kirche steht ein Brunnen aus Achthaler Eisenguss aus dem 19. Jahrhundert. Zum Ensemble zählt das ehemalige Arbeiterwohnhaus des Berg- und Hüttenwerks aus dem Jahre 1843. Alle drei Objekte sind im Denkmalverzeichnis aufgenommen.
Die Kapelle wurde erstmals um 1650 erbaut. Sie brannte 1800 ab und wurde von der Eisengewerkschaft Achthal, den Knappen und Hüttenarbeitern wiedererrichtet. Ab 1820 wird die Kapelle urkundlich wieder erwähnt.
Teile der Ausstattung (Kreuzweg und Heiliges Grab) werden auch im benachbarten Bergbaumuseum Achthal gezeigt (Stand: 2020).